# Djoudj
Nacionalni rezervat ptica Djoudj (francuski: Parc National des oiseaux du Djoudj) je rezervat na jugoistočnoj obali rijeke Senegal u pokrajini Biffeche, sjeveroistočno od grada St Louisa u Senegalu, južno od granice s Mauritanijom.
Rezervat je sustav vlažnih područja (jezero okruženo potocima, manjim jezerima i rukavcima) u kojem obitava veliki broj ptica selica (oko 1,5 milijun jedinki) koje većinom dolaze sa sjevera preko Sahare. Od skoro 400 vrsta ptica najprisutnije su pelikani i plamenci, dok su rijetke vrste: Trstenjak ševar, Čaplja danguba, Velika bijela čaplja, Afrička žličarka (Platalea alba) i Vranci, te je za ove vrste Djoudj najvažnije zimovalište.
Nacionalni rezervat ptica Djoudj je osnovan 14. travnja 1971. godine i ima površinu od 160 km². Upisan je 1981. godine na UNESCO-ov popis mjesta svjetske baštine u Africi zbog svoje velike bioraznolikosti životinja, ali je zbog nekontroliranog rasta brazilske biljke Salvinia molesta, koja je prijetila potpunim gušenjem rezervata, on smješten na popis ugroženih mjesta svjetske baštine 2002. godine. Nakon uspješnog obuzdavanje divovske salvinije, rezervat je skinut s popisa ugrožene svjetske baštine 2006. godine.
- Pelikani na otoku rezervata
- Veliki vranac u rezervatu
- Siva čaplja u rezervatu
- Nilski krokodil u rezervatu
- Divlje govedo u rezervatu